# Alpha-Magnet-Spektrometer

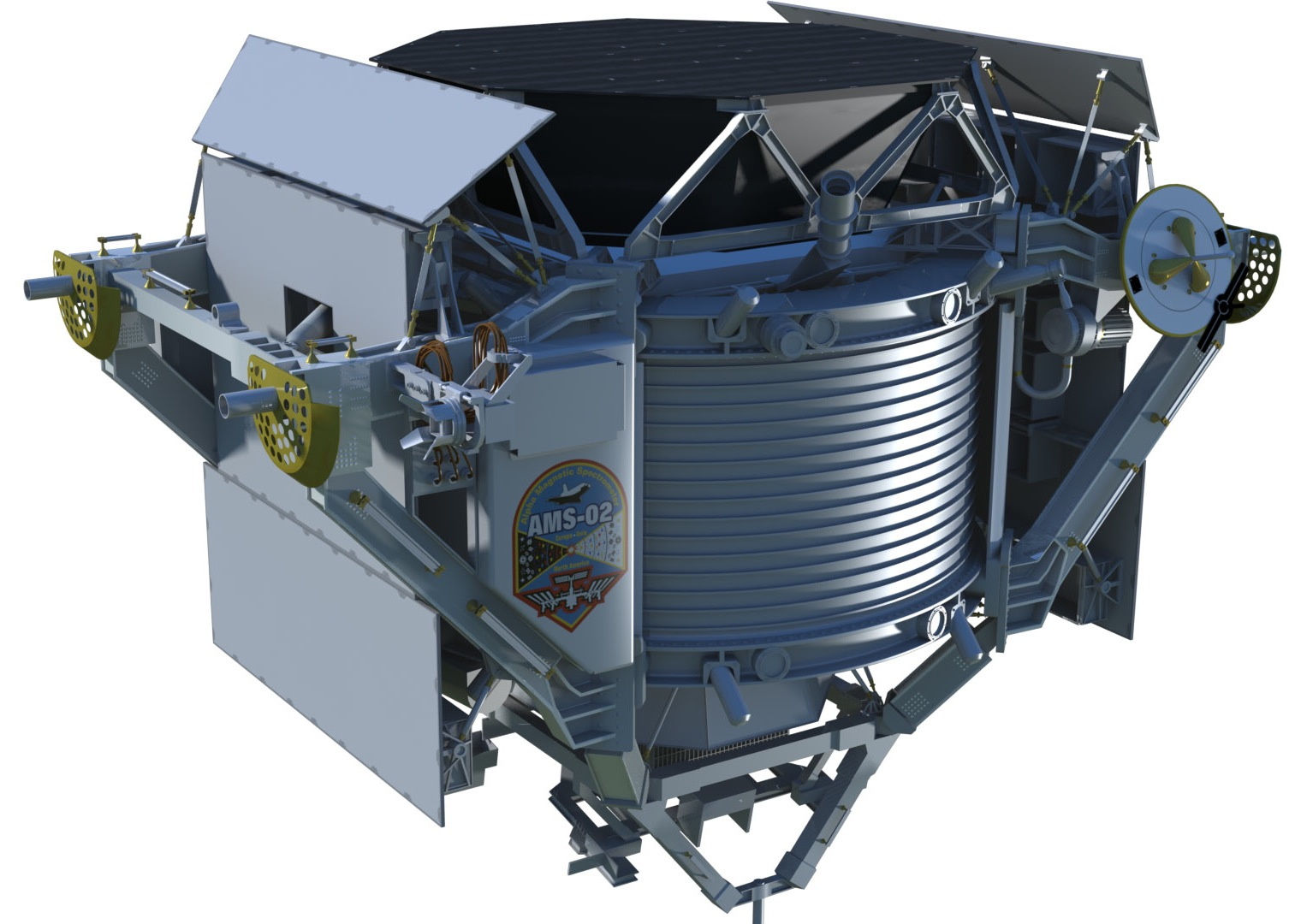
Alpha Magnetic Spectrometer 2

Alpha-Magnet-Spektrometer (AMS) bezeichnet zwei Magnetspektrometer (Teilchendetektoren) zur Untersuchung der kosmischen Strahlung. AMS-01 war bei einer Mission mit dem Space Shuttle im All, AMS-02 ist langfristig an der Internationalen Raumstation im Einsatz.

## AMS-01

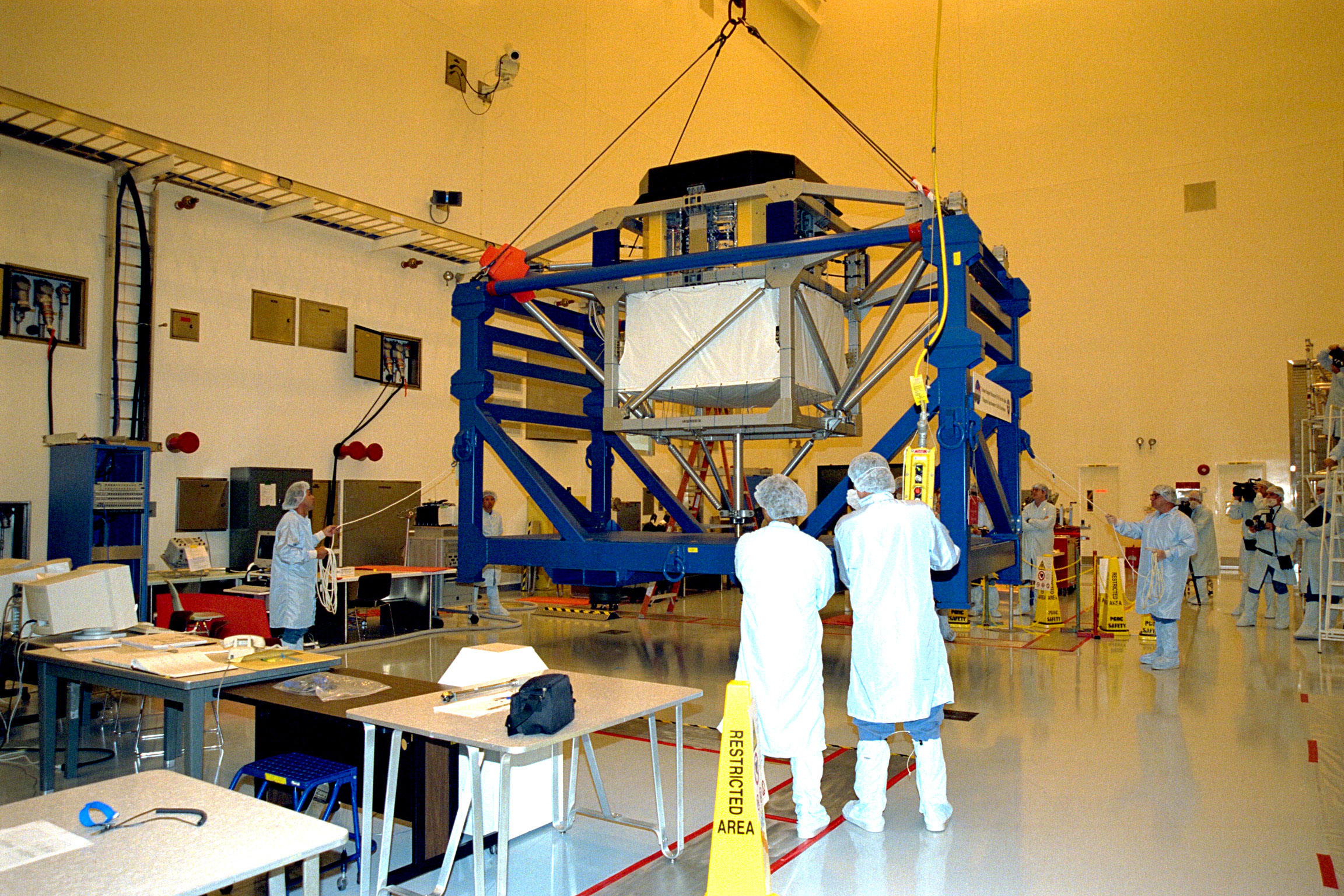
AMS-01 vor dem Einbau in die Raumfähre

Der Prototyp AMS-01 ist 1998 während eines zehntägigen Fluges mit der Raumfähre Discovery (STS-91) erfolgreich getestet worden. Das AMS-01-Experiment war bei diesem Flug fest in den Laderaum der Raumfähre eingebaut.
Schon bei diesem kurzen Flug konnten die Spuren von über 100 Millionen geladenen Teilchen der kosmischen Höhenstrahlung vermessen werden. Hinweise auf komplexere Antimaterie (also Atomkerne oder Atome aus mehreren Antiteilchen) wurden nicht gefunden, die bisherigen experimentellen Grenzen konnten deutlich verbessert werden. Insgesamt wurden etwa 3 Millionen Heliumkerne (Alphastrahlung) detektiert. Darunter befand sich kein einziger Anti-Heliumkern.

## AMS-02

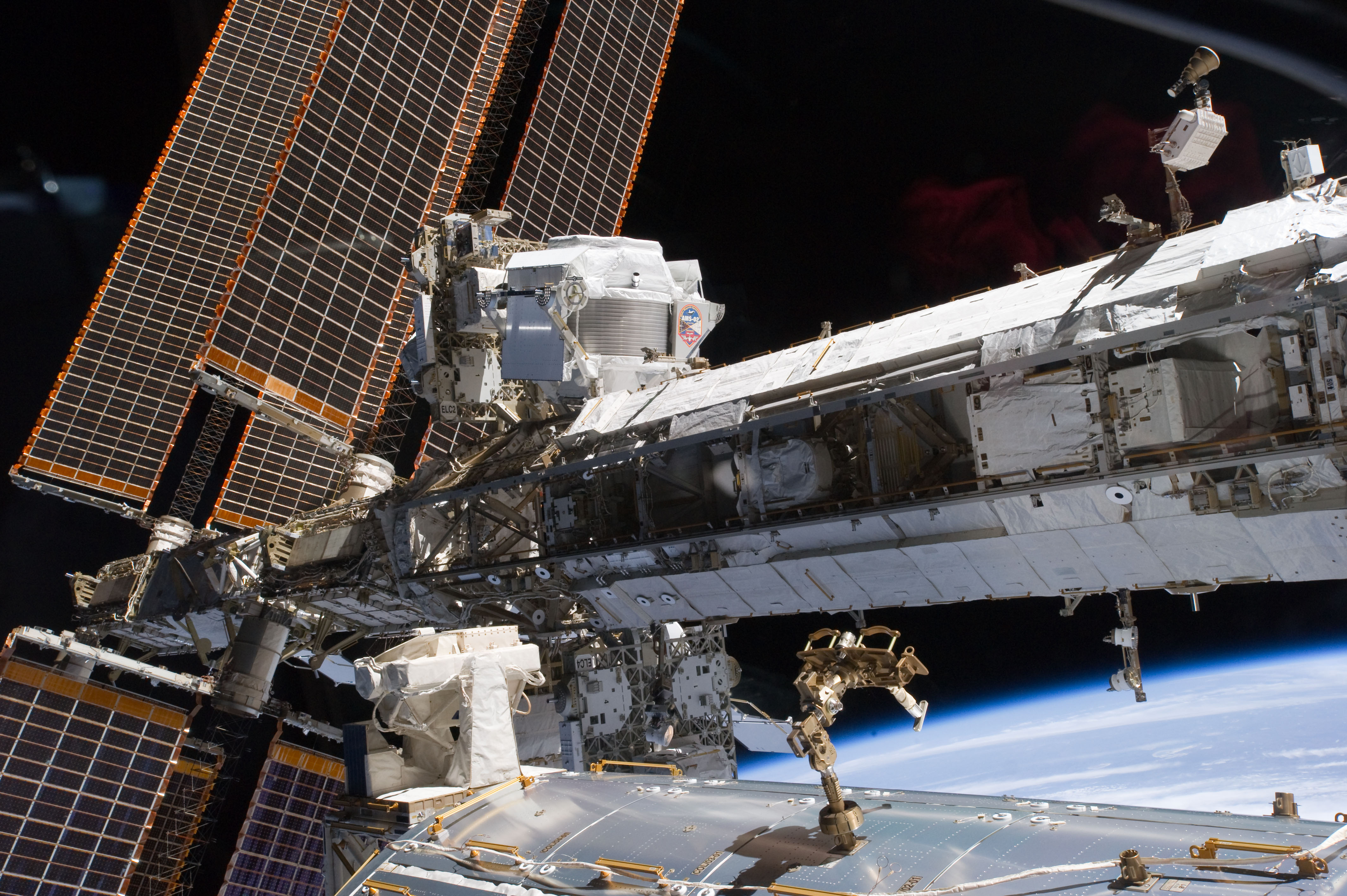
AMS-02 an der ISS (obere Bildmitte)

Das AMS-02-Experiment ist ein moderner Teilchendetektor, der ab dem Jahre 2010 für einen Zeitraum von ursprünglich drei Jahren auf der ISS die Zusammensetzung der kosmischen Höhenstrahlung vermessen sollte. Durch die Entscheidung, die ISS bis zum Jahr 2020 zu betreiben, wurde das Spektrometer im Jahr 2010 kurzfristig noch einmal überarbeitet. Dabei wurde der mit flüssigem Helium gekühlte supraleitende Magnet des Spektrometers gegen einen normalen Neodym-Permanentmagneten ausgetauscht, um einen Betrieb des AMS-02 für bis zu 18 Jahre zu ermöglichen. Der supraleitende Magnet hätte nur etwa drei Jahre überstanden. Zwar bedeutet der Verzicht auf den gekühlten Magneten auch eine Einbuße an Messpräzision, da der Magnet die geladenen kosmischen Partikel durch fünf verschiedene Detektoren leiten muss. Diese Einbuße lässt sich aber durch empfindlichere Detektoren und die längere Messdauer mehr als kompensieren. Durch den Absturz des Space Shuttles Columbia im Jahre 2003 hat sich der ursprüngliche Starttermin von 2003 auf 2011 verschoben. AMS-02 ist am 16. Mai 2011 an Bord der Mission STS-134 zur Internationalen Raumstation gestartet und wurde am 19. Mai 2011 an seiner Position an der erdabgewandten Seite des Truss-Elements S3 angebracht.

### Wissenschaftliche Aufgaben
Zu den Aufgaben von AMS-02 gehört die Suche nach Antimaterie, wie sie im Rahmen von einigen kosmologischen Modellen als Relikt aus dem Urknall erwartet wird. Der Nachweis eines einzigen Antikohlenstoffkerns würde die Existenz von Sternen aus Antimaterie im Universum beweisen, da Kohlenstoff nicht beim Urknall gebildet werden konnte. Darüber hinaus ist AMS-02 in der Lage, die Energiespektren von schweren Kernen bis hin zu Eisen zu vermessen. Diese Daten werden es ermöglichen, die Ausbreitungsmechanismen von geladenen Teilchen in der Milchstraße besser zu verstehen und damit den Schlüssel liefern, um mit großer Genauigkeit nach den Annihilationsprodukten von Dunkler Materie zu suchen. Im Rahmen von supersymmetrischen Modellen oder von Kaluza-Klein-Theorien werden Anomalien in den Energiespektren von Positronen, Antiproton und Photonen vorhergesagt, die mit AMS-02 möglicherweise nachgewiesen werden könnten.

### Detektorbeschreibung

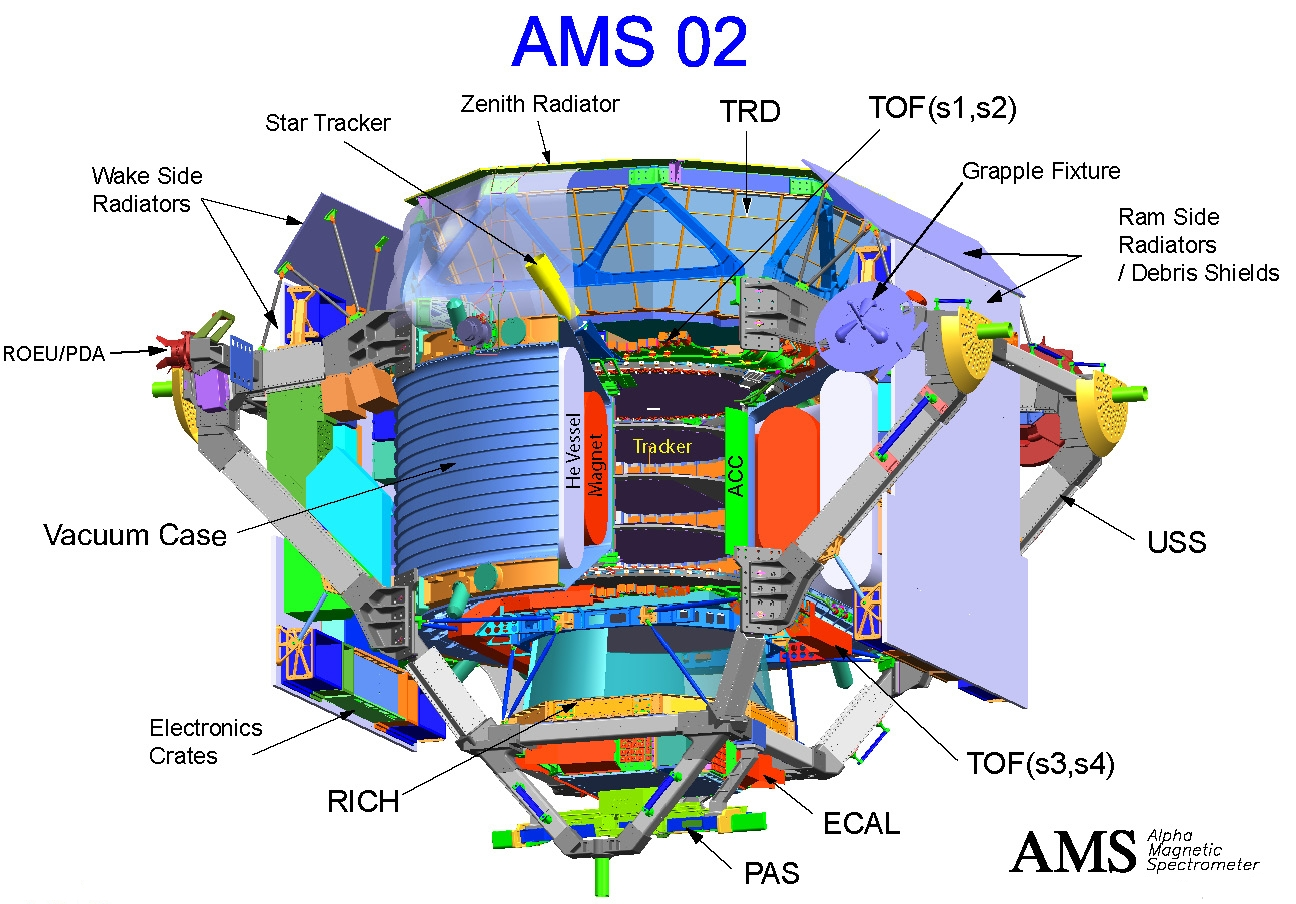
Schematische Darstellung des AMS-02

AMS-02 hat eine Masse von 8,5 Tonnen, die Abmessungen sind 3,1 m × 3,4 m × 4,5 m und die geometrische Akzeptanz beträgt 0,5 m2 · sr. Für die zentrale Komponente des Detektors war ursprünglich ein supraleitender Magnet mit maximaler Feldstärke 0,86 Tesla, der mit suprafluidem Helium auf 1,8 Kelvin gekühlt worden wäre, geplant. Dieser wurde zur Laufzeitverlängerung des AMS-02 durch den 1200 kg schweren Neodym-Permanentmagneten von AMS-01 mit 0,15 Tesla ersetzt. Im Innenraum des Magneten befindet sich ein doppelseitig strukturierter Silizium-Streifendetektor mit einer aktiven Fläche von 6,5 m². Damit wird der Durchgang von geladenen Teilchen auf acht Ebenen mit einer Einzelpunktauflösung von 10 µm vermessen. Die Flugbahnen von geladenen Teilchen werden in dem Magnetfeld dieses Magnetspektrometers gekrümmt. Anhand der Krümmung können der Impuls der geladenen Teilchen und das Ladungsvorzeichen bis zu Teilchenenergien von 1000 GeV bestimmt werden. Die Stabilität des Spurdetektors wird mit Hilfe eines Laseralignmentsystems mit einer Präzision von 5 µm überwacht. Seitlich ist der Spurdetektor vom Anti-Coincidence-Counter (ACC) umgeben, der den seitlichen Durchgang von geladenen Teilchen detektieren soll. Mit Hilfe eines Sternensensors und eines GPS-Empfängers wird die genaue Ausrichtung des Experimentes anhand von Fixsternen überwacht.
Um die Masse der geladenen Teilchen zu bestimmen, wird das Experiment nach oben durch einen Übergangsstrahlungsdetektor (TRD) und nach unten durch einen Ring-Image-Tscherenkow-Zähler (RICH) und ein elektromagnetisches Kalorimeter (ECAL) komplettiert. Um die Flugzeiten und damit die Geschwindigkeiten der Teilchen zu messen und die Ausleseelektronik der anderen Detektorkomponenten auszulösen, befinden sich ober- und unterhalb des Siliziumspurdetektors ein Flugzeitmassenspektrometer (ToF), welches eine Zeitauflösung von 150 ps hat. Die von dem Experiment erzeugte Wärmeleistung von ca. 2000 Watt wird mit Hilfe von Radiatoren in den Weltraum abgestrahlt.
Das Experiment erzeugt eine Datenrate von ungefähr 10 GBit/s. Durch Datenvorverarbeitung wird diese auf 2 MBit/s reduziert und dann zum Boden übertragen.

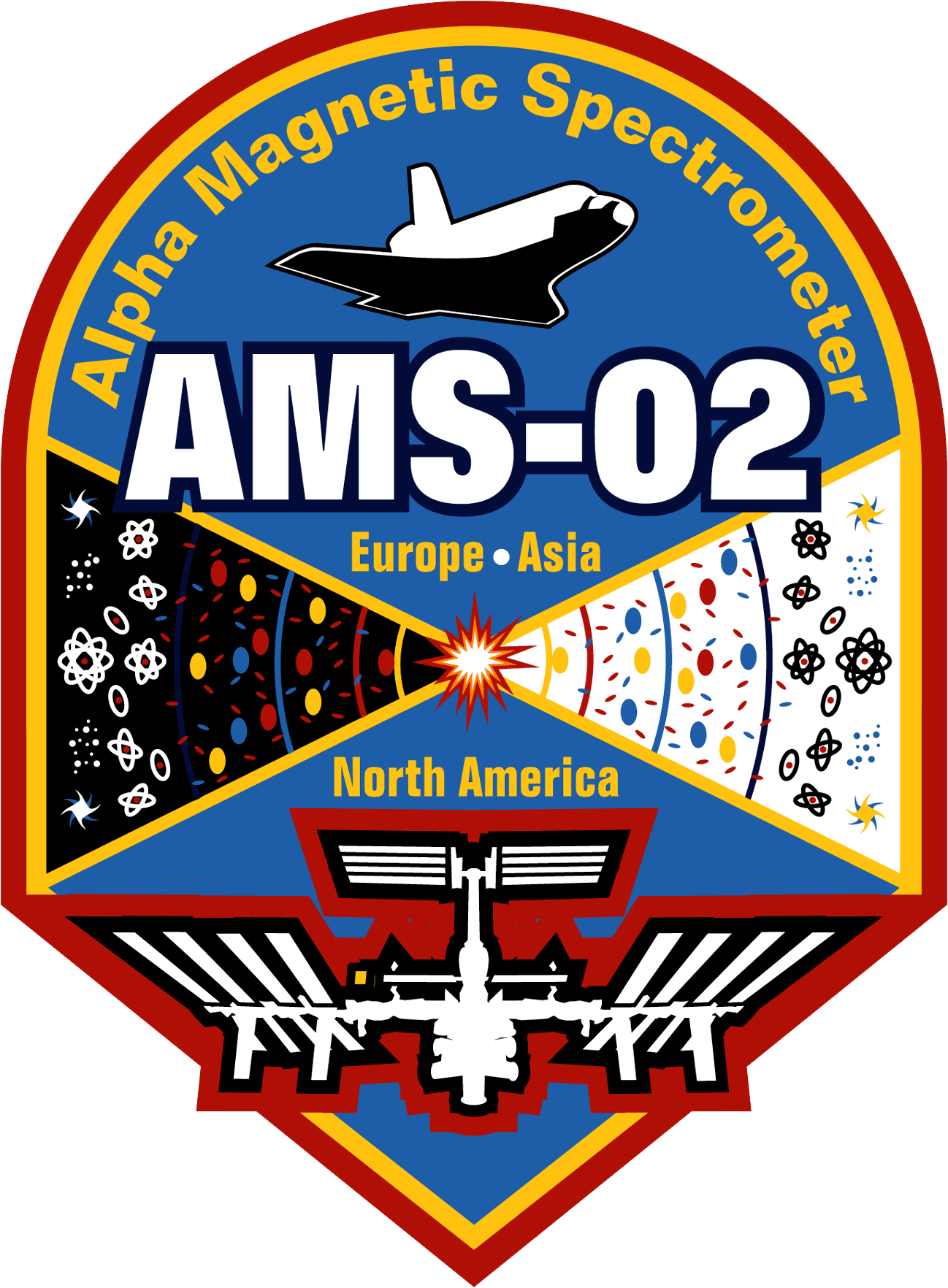
Missionslogo

### Organisation
AMS wurde von einer internationalen Kollaboration, die 500 Physiker aus 56 Forschungsinstituten aus 16 Ländern umfasst, in enger Zusammenarbeit mit der NASA gebaut. Das Projekt wurde vom Nobelpreisträger Samuel Chao Chung Ting vom Massachusetts Institute of Technology initiiert, der es auch heute noch leitet. In Deutschland sind das I. Physikalische Institut B der RWTH Aachen und das Institut für Experimentelle Kernphysik des Karlsruher Instituts für Technologie an dem Experiment beteiligt. Die Forschungsarbeiten werden in Deutschland durch das DLR gefördert.

### Ergebnisse
Im April 2013 veröffentlichte die AMS-Kollaboration erste Ergebnisse des Experiments. Dazu wurden 30 Milliarden Teilchen analysiert, darunter mehr als 400.000 Positronen. Dabei konnte der vom Fermi-Teleskop und von Pamela beobachtete Überschuss an hochenergetischen Positronen bestätigt werden. Der wissenschaftliche Nutzen von AMS und der mögliche Weiterbetrieb bis 2024 werden kontrovers diskutiert.